# Sebastidae

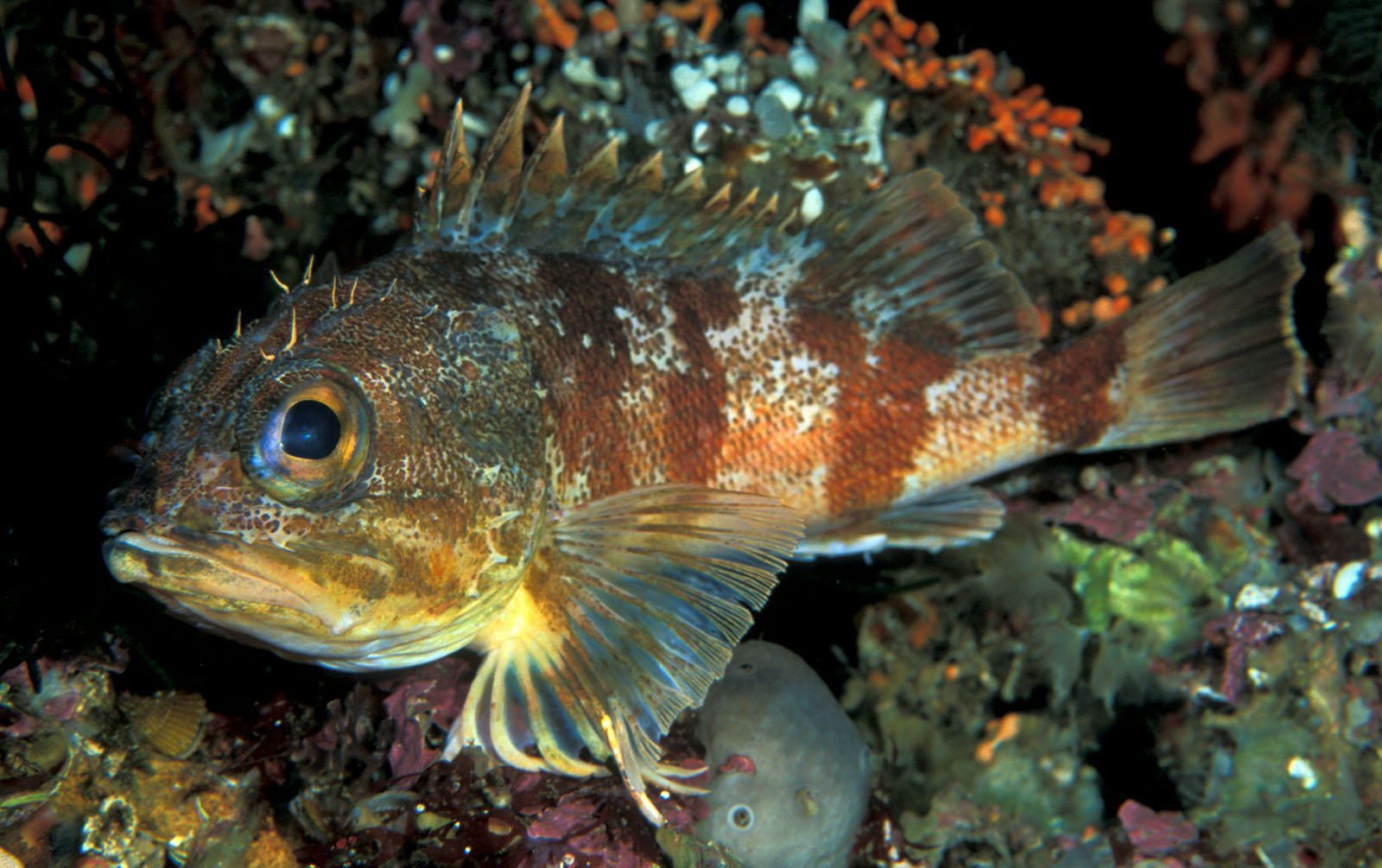
Helicolenus percoides

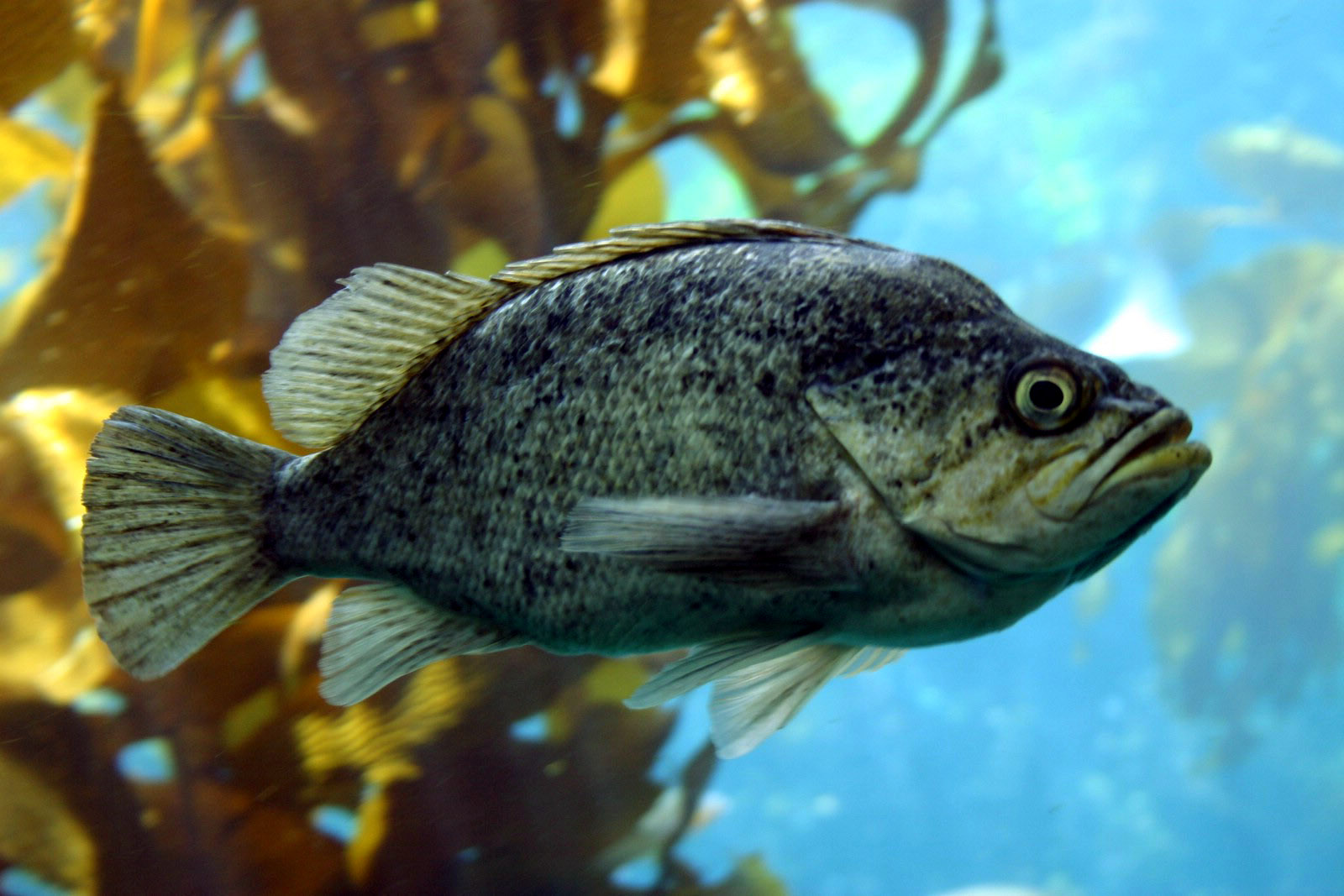
Sebastes atrovirens

Sebastidae es una familia de peces marinos incluida en el orden Scorpaeniformes, distribuidos por los océanos Atlántico, Índico y Pacífico, aunque el género mayoritario Sebastes aparece solo en el norte del Pacífico. Su nombre procede del griego sebastes = augusto o admirable, adjetivo que otorgaban los antiguos romanos al emperador Augusto.
Tienen el cuerpo comprimido, la cabeza normalmente con crestas y espinas.
Poseen peligrosas glándulas de veneno en las espinas de la aleta dorsal, de la anal y en las de las aletas pélvicas.

## Géneros y especies
Según ITIS no es válida esta familia y los géneros que la componen deben integrarse en la familia Scorpaenidae.
Según FishBase sería una familia válida, dentro de la cual se encuadran 137 especies agrupadas en 7 géneros:
Subfamilia Sebastinae:
- Género Helicolenus (Goode y Bean, 1896)
  - Helicolenus alporti (Castelnau, 1873) )
  - Helicolenus avius (Abe y Eschmeyer, 1972)
  - Helicolenus barathri (Hector, 1875)
  - Helicolenus dactylopterus dactylopterus (Delaroche, 1809) - Gallineta, cabra, pollico o rascasio rubio.
  - Helicolenus fedorovi (Barsukov, 1973)
  - Helicolenus hilgendorfii (Döderlein, 1884)
  - Helicolenus lahillei (Norman, 1937) - Rubio.
  - Helicolenus lengerichi (Norman, 1937) - Cabrilla, chancharro o vieja colorada.
  - Helicolenus mouchezi (Sauvage, 1875)
  - Helicolenus percoides  (Richardson y Solander, 1842)
- Género Hozukius (Matsubara, 1934)
  - Hozukius emblemarius (Jordan y Starks, 1904)
  - Hozukius guyotensis (Barsukov y Fedorov, 1975)
- Género Sebastes (Cuvier, 1829)
  - El género tipo y más importante de la familia, con 112 especies que pueden consultarse en el artículo principal del género Sebastes.
- Género Sebastiscus (Jordan y Starks, 1904)
  - Sebastiscus albofasciatus (Lacepède, 1802)
  - Sebastiscus marmoratus (Cuvier, 1829)
  - Sebastiscus tertius (Barsukov y Chen, 1978)

Subfamilia Sebastolobinae:
- Género Adelosebastes (Eschmeyer, Abe y Nakano, 1979)
  - Adelosebastes latens (Eschmeyer, Abe y Nakano, 1979)
- Género Sebastolobus (Gill, 1881)
  - Sebastolobus alascanus (Bean, 1890) - Chancharro alacrán o rocote alacrán.
  - Sebastolobus altivelis (Gilbert, 1896) - Chancharro espinoso o rocote espinoso.
  - Sebastolobus macrochir (Günther, 1877)
- Género Trachyscorpia (Ginsburg, 1953)
  - Trachyscorpia carnomagula (Motomura, Last y Yearsley, 2007)
  - Trachyscorpia cristulata cristulata (Goode y Bean, 1896)
  - Trachyscorpia cristulata echinata (Koehler, 1896) - Rascacio espinoso.
  - Trachyscorpia eschmeyeri (Whitley, 1970) - Rascacio del Cabo.
  - Trachyscorpia longipedicula (Motomura, Last y Yearsley, 2007)
  - Trachyscorpia osheri (McCosker, 2008)